# Прав угао
У геометрији и тригонометрији, прав угао је угао од тачно 90 степени који одговара четвртини круга. Може се дефинисати тако да таква два угла чине половину круга, односно 180 степени. Блиско повезани и важни геометријски концепти су перпендикуларне линије (које образују прав угао у њиховој тачки пресека) и ортогоналност (која је својство формирања правих углова). Присуство правог угла у троуглу је фактор који дефинише правоугли троугао чинећи прав угао основом тригонометрије.

## У елементарној геометрији
Правоугаоник има четири права угла, као и квадрат који поред тога има четири странице једнаке дужине.
Питагорина теорема исказује како одредити дужину хипотенузе када је троугао правоугли троугао.

## Еуклид
Прави углови су фундаментални у Еуклидовим елементима. Они су дефинисани у Књизи 1, дефиниција 10, која такође дефинише перпендикуларне линије. Дефиниција 10 не користи нумеричка мерења степена, већ се дотиче онога што прав угао јесте, две праве линије које се секу да би формирале два једнака и два суседна угла. Праве линије које формирају праве углове зову се перпендикуларне линије. Еуклид користи праве углове у дефиницијама 11 и 12 како би дефинисао оштре углове (мањи од правих) и тупе углове (већи од правих). Два угла су комплементарна ако њихов збир чини прав угао.

## Правило 3-4-5
Кроз историју, столари и зидари знали су брз начин како одредити да ли је угао прав. Метод се заснивао на најпопуларнијој Питагориној тројци (3, 4, 5) и „Правилу 3-4-5”. Када се из правог угла повуче дуж дуга три јединице дужине, а дуж друге стране дуж дуга четири јединице дужине, створиће се хипотенуза (дуга линија насупрот правог угла која повезује крај мерних дужина). Ово мерење се може извршити брзо и без техничких инструмената. Геометријски закон иза мерења је Питагорина теорема („Квадрат над хипотенузом правоуглог троугла једнак је збиру квадрата над катетама”).

## Талесова теорема
Талесова теорема исказује да је угао уписан у полукруг (са вертексом на полукругу и његовим дефинисаним крацима који пролазе кроз крајње тачке полукруга) прав угао.